# Mormo lemur
Mormo lemur là một loài bướm đêm trong họ Noctuidae.